# Петренко (Платонов), Пётр

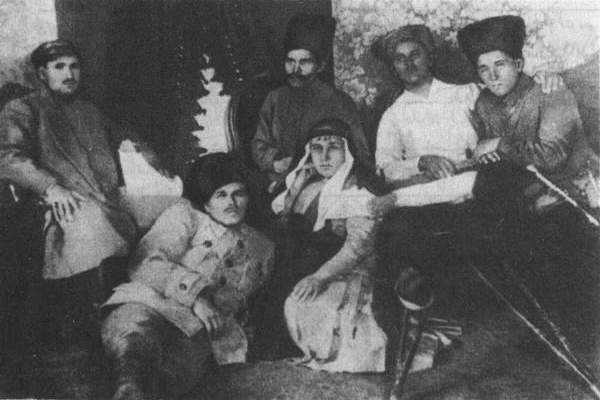
Группа командного состава Украинской повстанческой армии (махновцев) в Старобельском госпитале. Слева направо верхний ряд: С. Каретников, Н. Махно (ранен), В. Куриленко (ранен), Г. Василевский. Нижний ряд: П. Петренко (Платонов) и сестра милосердия Галина Зубенко. 1920

Пётр Петренко (Платонов) (Пётр Молния, укр. Петро Блискавка; 1890, Великомихайловка, Екатеринославская губерния — август 1921) — повстанческий атаман, командир РПАУ.

## Биография
Родился в селе Большая Михайловка Александровского уезда Екатеринославской губернии в батрацкой семье.
С началом Первой мировой войны был призван на фронт, дослужился до звания прапорщика. Полный георгиевский кавалер.
В 1918 году присоединился к Дибровской группе анархистов.
Принял активное участие в Антигетманском восстании в 1918 году. В конце 1918 года был назначен командиром отряда Гришинского направления.
С мая 1919 года — начальник боевого участка, командир отряда в тылу у Деникина и командир пехотного полка РПАУ. В ноябре 1919 года — командир ударной группы 1-го Донецкого корпусса РПАУ, принимал участие во взятии Екатеринослава в конце 1919 года. 
В январе 1920 года — командир 5-го полка. С мая командир пехотной группы (начштаба). Принимал участие во взятии Перекопа. С 6 декабря — командующий пехотной группой.
В начале 1921 года — начальник штаба Азовской группы (РПАУ). В июне командовал отрядом в составе кавгруппы РПАУ Забудько, имел право быть заместителем Махно.
Убит в бою с красной кавалерийской дивизией в Херсонской губернии в августе 1921 года. По другим сведениям в ноябре 1921 года возглавил повстанческий отряд в Донецкой губернии с которым совершал рейды в Харьковскую губернию в одном из таких рейдов получил ранение в Купьянском уезде.